# Mula (Spanyolország)
Mula egy község Spanyolországban, Murciában. Mula Lorca, Cehegín, Bullas, Calasparra, Cieza, Ricote, Campos del Río, Albudeite, Murcia, Librilla, Alhama de Murcia, Totana és Pliego községekkel határos. Lakosainak száma 17 585 fő (2024).

## Népesség
A település népessége az elmúlt években az alábbi módon változott:
| Lakosok száma | 14 501 | 15 592 | 16 570 | 16 941 | 16 968 | 17 008 | 16 713 | 16 883 | 17 231 | 17 585 |
|               | 2001   | 2004   | 2007   | 2009   | 2012   | 2014   | 2017   | 2019   | 2022   | 2024   |